# Schwäbisch Gmünd
Schwäbisch Gmünd – miasto w Niemczech, w kraju związkowym Badenia-Wirtembergia, w rejencji Stuttgart, siedziba regionu Ostwürttemberg, w powiecie Ostalb, również siedziba wspólnoty administracyjnej Schwäbisch Gmünd. Leży nad rzeką Rems, ok. 25 km na południe od Aalen, przy drodze krajowej B29 i linii kolejowej Stuttgart-Aalen.
W mieście znajduje się stacja kolejowa Schwäbisch Gmünd.

## Współpraca
Miejscowości partnerskie:
- Francja: Antibes
- Wielka Brytania: Barnsley
- Stany Zjednoczone: Bethlehem
- Włochy: Faenza
- Węgry: Székesfehérvár

## Zobacz też

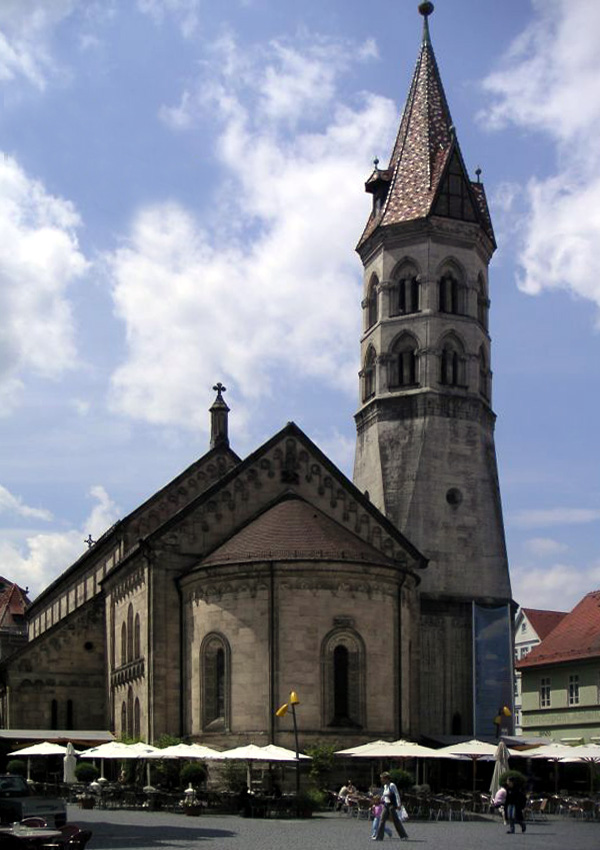
Późnoromański kościół pw. św. Jana (St. Johannis)

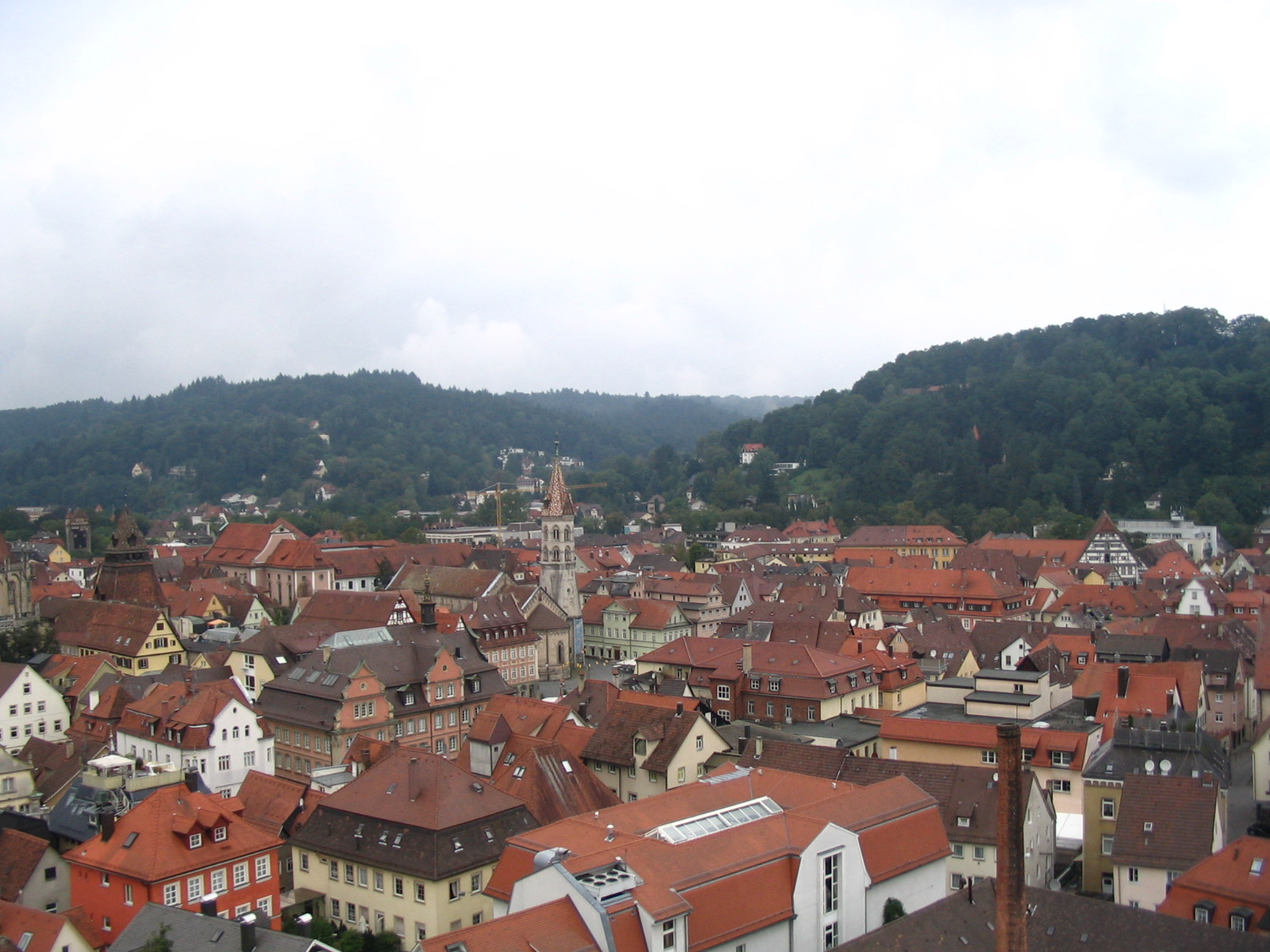
Stare Miasto